# Askild Vik Edvardsen
Askild Vik Edvardsen, född 5 december 1973 i Trondheim, Norge, är en norsk-svensk filmfotograf.

## Biografi
Vik Edvardsen studerade vid Stockholms Filmskola 1994–1996, filmvetenskap vid Stockholms universitet 1996–1997, Högskolan för fotografi och film, Göteborgs universitet 1997–1998 och Dramatiska Institutets fotolinje 1999–2002. Han började fotografera film 1996 och har medverkat i flera av Jens Jonssons produktioner, däribland kortfilmerna Reparation (2001), K-G i nöd och lust (2002), Bror min (2002), Gömd i tiden (2002), Utvecklingssamtal (2003), Fragile (2004) och Linerboard (2006). Han har även samarbetat med Jonsson i TV-serien God morgon alla barn (2005) och i långfilmerna Ping-pongkingen (2008) och Snabba Cash – Livet deluxe (2013). Han har också fotograferat norska filmer som Fatso (2008).
Han har belönats med flera priser. 2003 fick han ett speciellt omnämnande vid Palm Springs International Festival of Short Films i Palm Springs, Kalifornien för Spaden. Han mottog även pris för bästa foto vid Dakino Film Festival i Bukarest för Gömd i tiden. 2004 fick han pris vid Nordisk Panorama vid en festival i Reykjavik. 2008 belönades han med pris för bästa foto vid Sundance Film Festival.

## Filmografi (urval)
- 2001 – Reparation
- 2002 – K-G i nöd och lust
- 2002 – Bror min
- 2002 – Gömd i tiden
- 2003 – Utvecklingssamtal
- 2003 – Spaden
- 2003 – A Changed Man
- 2004 – Stenjäveln
- 2004 – Fragile
- 2005 – God morgon alla barn (TV-serie)
- 2006 – Linerboard
- 2008 – Fatso
- 2008 – Ping-pongkingen
- 2013 – Snabba Cash – Livet deluxe